# 盥洗盆

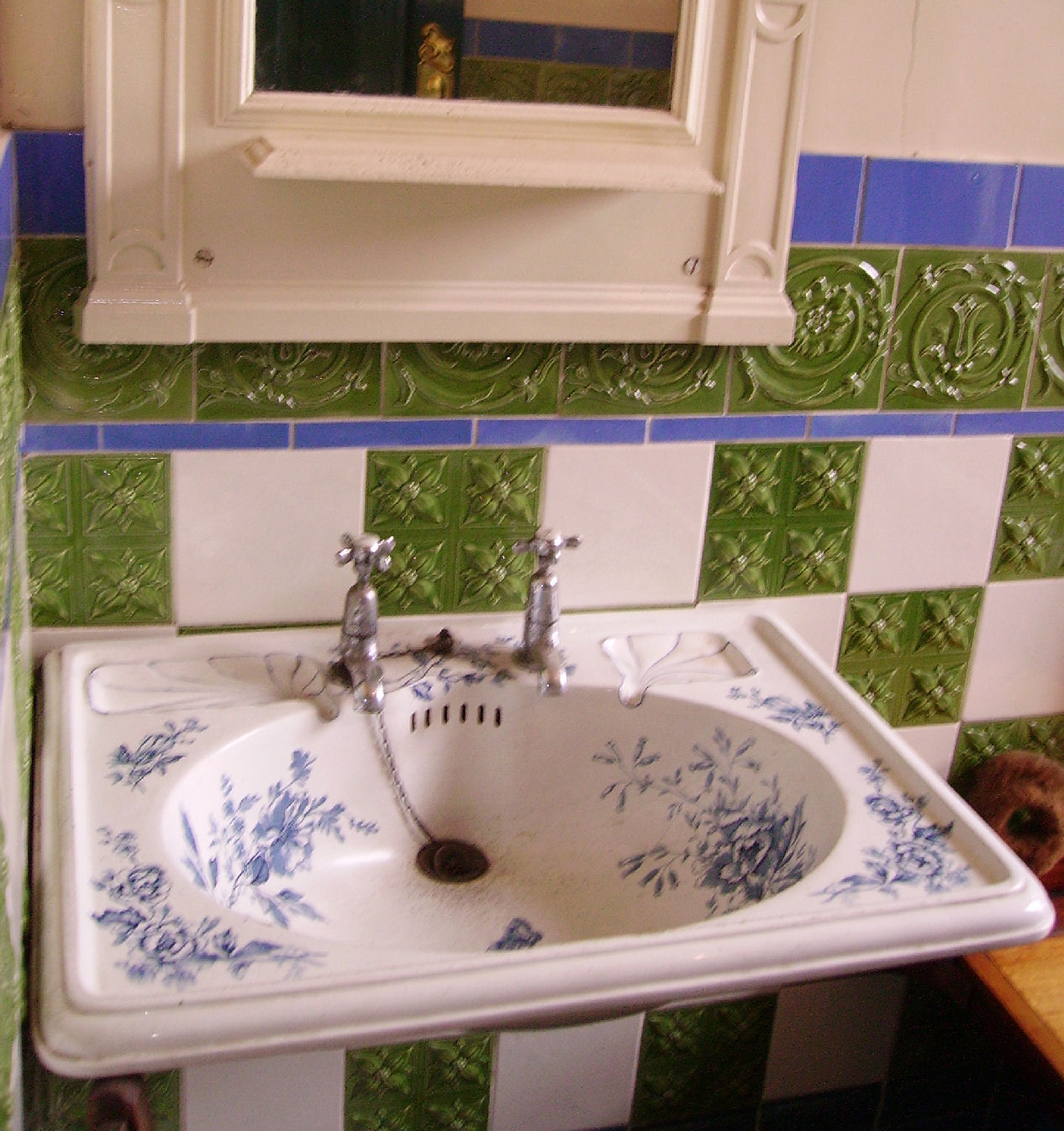
浴室的盥洗盆

盥洗盆，又名洗手盆、洗臉盆、洗臉台、洗手台、洗手池、水池、水槽，是浴室和廚房設備。浴室的盥洗盆用途是洗手、洗臉等。廚房的水槽主要是清洗食物、洗碗盤等。
浴室的盥洗盆和廚房的水槽材質不同。浴室的多用雲石、陶瓷、金屬製的，後來也出現玻璃和人造雲石製成的盥洗盆。廚房的多半是會在流理台上，多為不銹鋼，又稱為鋅盆，此乃音譯自英文sink，而非指盥洗盆以鋅製造。盥洗盆上有熱水及冷水的水龍頭，下有排水管和乙型曲位管。